# 1857 год в театре
1857 год в театре

## Значительные постановки
- 2 января — «Олаф Лилиенкранц» Х. Ибсена в Det norske Theater.
- «Равеннский боец» (1857) Фридриха Гальма в Венском придворном театре
- «Мужеством добытая Урваши» бенгальского драматурга Синха
- комедия «Семейный демон» бразильского драматурга Ж. М. Маседу
- историческая драма «Между битвами» Б. Бьёрнсона
- «Денежный вопрос» А. Дюма-сына в Театре «Жимназ»
- «Памфлет» Эрнеста Легуве в «Комеди Франсез»
- трагедия «Лорд Вильям Рассел» норвежского драматурга Андреаса Мунха.
- «Безумие в любви» Мануэля Тамайо-и-Бауса (труппа Архоны и Ламадрид).

## В России
- «Доходное место» Н. А. Островского в Казанском театре (антреприза Милославского; Жадов — Дудукин, Юсов — Виноградов, Кукушкина — Стрелкова 1-я). 16 декабря было отменено цензурное разрешение на представление пьесы в Малом театре и премьера там не состоялась.
- «Картина семейного счастья» и «Праздничный сон до обеда» А. Н. Островского в Малом и Александринском театрах.
- «Бешенство» Н. А. Ермолова
- «Недоросль» Д. И. Фонвизина в Александринский театр (Простакова — Линская, Митрофан — Бурдин).
- «Ипохондрик» А. Ф. Писемского в Малом театре.
- Впервые поставлено на сцене произведение М. Е. Салтыкова-Щедрина: «Рассказ г-жи Музовкиной», инсценированный режиссёром Александринского театра Н. И. Куликовым (из «Губернских очерков», 1857, Александринский театра, бенефис Ю. Н. Линской; 1857, Малый театр, бенефис В. И. Живокини). В 1857 постановка «Провинциальные оригиналы» (также по «Губернским очеркам»; инсценированные очерки «Неприятное посещение» и «Обманутый подпоручик», Александринский т-р; 1857, Малый т-р). В этом же году Щепкин начал читать «Губернские очерки» с эстрады.
- «Свои люди — сочтёмся» А. Н. Островского (соч. в 1849 г.) нояб. 1857 — в Иркутском театре в обход запрета цензуры, действовавшего до 1860 г.
- 28 октября — на сцене Александринского театра состоялась первая постановка пьесы Н. А. Островского «Праздничный сон — до обеда».
- комедия «Свет не без добрых людей» Н. М. Львова в Александринском театре (в роли Иванчикова — Мартынов)

## Музыкальный театр
- Первая постановка оперы Джузеппе Верди «Симон Бокканегра» состоялась в театре Ла Фениче в Венеции 12 марта
- Жак Оффенбах сочинил пьесу «Муж за дверью» (в дословном переводе — «Муж на пороге») для своего театра музыкальных миниатюр Буфф-Паризьен. Несколько десятилетий назад произведение ставилось на советской оперной сцене под названием «Ключ на мостовой».

## Знаменательные события
- На площади Кавур, являющейся культурным центром Римини, находится «Театро-Коммунале». Театр был открыт постановкой оперы Верди «Стиффелио»
- При Студенческом театре МГУ была открыта первая театральная школа России.
- В Копенгагене антрепренёр X. В. Ланге открывает Народный театр (Folketeatret), один из старейших частных театров Дании.
- «Норвежский театр» в Христиании возглавил Г. Ибсен.
- Открыты театры: «Принсипаль» (Барселона), «Театро мунисипаль» (Сантьяго, Чили).
- Румынский актёр и драматург Матеи Милло сформировал свою труппу.
- Первые гастроли Т. Сальвини в Париже.

## Родились
- 16 / 28 февраля — Владимир Сардионович Алекси-Месхишвили (Алексеев-Месхиев, Ладо Месхишвили; ум. 1920), грузинский актёр, режиссёр, педагог, руководитель Тифлисского и Кутаисского театров.
- 6 июля — И. П. Зазулин, русский актёр, режиссёр, театральный деятель, драматург.
- 16 сентября — А. И. Сумбатов, князь (по сцене Южин), актёр и драматург.
- 21 ноября — родился А. А. Цагарели, грузинский драматург, автор «Ханумы».
- 4 декабря — Ида Аалберг, финская актриса
- 25 марта — польская актриса Мария Деринг.
- 28 марта — румынский актёр Григоре Манолеску (ум. 1892).
- 19 (31) апреля — грузинский актёр и режиссёр Котэ Месхи (Яков Семёнович; ум. 1914).
- 20 апреля — Герман Банг (ум. 1912) — датский писатель, критик и театральный деятель.
- 3 мая — Аскер-бек Адигезалов (псевдоним Герани; ум. 1910), азербайджанский общественный и театральный деятель[1].
- 3 (15) мая — pусский актёр, режиссёр и антрепренёр Николай Николаевич Соловцов (наст. фам. — Фёдоров; ум. 1902).
- 18 мая — финский актёр и театральный деятель Адольф Линдфорс[фин.] (ум. 1929).
- 24 мая — американский актёр Ричард Мансфилд[англ.] (ум. 1907).
- 25 мая — армянская актриса Сирануйш.
- 2 июня — датский драматург, лауреат Нобелевской премии по литературе 1917 года Карл Гьеллеруп (ум. 1919).
- 26 августа (7 сентября) — Фёдор Дмитриевич Батюшков (ум. 1920) — русский филолог и театральный деятель.
- 14 сентября — итальянский актёр Эрмете Цаккони (ум. 1948).
- 30 сентября — немецкий писатель и драматург Герман Зудерман (ум. 1928).
- 5 октября — Смаранда Георгиу, румынская писательница, поэтесса, драматург (умерла в 1944).
- 9 октября — хорватский писатель и драматург Иво Войнович (ум. 1929).
- 7 ноября — русский режиссёр и драматург Евтихий Павлович Карпов (ум. 1926).
- 18 ноября — норвежский драматург и критик Гуннар Хейберг (ум. 1929).
- 21 ноября — грузинский драматург Авксентий Антонович Цагарели, автор «Ханумы».
- 27 ноября — Камилло Антона-Траверси, итальянский драматург, либреттист (ум. 1934).
- Сергей (Семён) Владимирович Брагин (наст. фам. Владимиров; ум. 1923) — русский советский актёр и театральный деятель[2].
- Ван Сяо-Нун (ум. 1918), китайский актёр и драматург.
- 12 декабря — немецкий актёр Макс Девриент.
- польская писательница и актриса Габриеля Запольская (наст. фам. — Корвин-Пиотровская (ум. 1921)
- итальянский актёр Орест Калабрези (ум. 1915)
- испанский учёный, литературовед и историк театра Эмилио Котарело-и-Мори (ум. 1936)
- русская актриса и антрепренёр Вера Александровна Линская-Неметти (наст. фам. — Колышко) (ум. 1910)
- русская советская актриса и антрепренёр Зинаида Александровна Малиновская (год смерти неизвестен).
- немецкий актёр Адальберт Матковский (1857 или 1858—1909).
- русский антрепренёр, режиссёр, актёр — Константин Николаевич Незлобин (ум. 1930).
- румынский актёр Ион Петреску (ум. 1932).
- русский актёр Пётр Фёдорович Солонин (ум. 1894).

### Скончались
- 11 апреля — испанский общественный деятель, писатель и драматург Мануэль Хосе Кинтайа (р. 1772)
- 2 мая — французский писатель, поэт и драматург Альфред де Мюссе (р. 1810).
- 8 июня — английский драматург и театральный деятель Дуглас Уильям Джерролд (р. 1803)

## Драматургия и театральная литература
- «Еврейка из Толедо» Ф. Грильпарцера (поставлена в 1872 г. в Праге).
- В Константинополе издавался (один год) армянский театральный журнал «Музы Арарата» («МУСАЙК МАСЯЦ»; редактор А. Айкуни).
- романтическая пьеса «Мария Доксапатри» греческого драматурга Димитриоса Вернардакиса (поставлена труппой П. Вонасеры в 1865 году)
- «Воители в Хельгеланде» Х. Ибсена (пост. в «Норвежском театре» в Христианин в 1878 году).
- Я. Бернайс о понятии «катарсиса» у Аристотеля (т. н. «медицинская» теория).
- А. Дружинин переводит на русский язык «Короля Лира» У. Шекспира (СПб).
- Издана трагедия «Испанцы» М. Ю. Лермонтова (первый драматический опыт 1830 г.).
- Книга М. Н. Лонгинова «Драматические сочинения Екатерины II».
- «Смерть Пазухина» М. Е. Салтыков-Щедрин (пост. в 1889 году).
- Очерк «Утро у Хрептюгина» М. Е. Салтыкова-Щедрина (пост. — Малый т-р, 1868 г.)